# Editio princeps

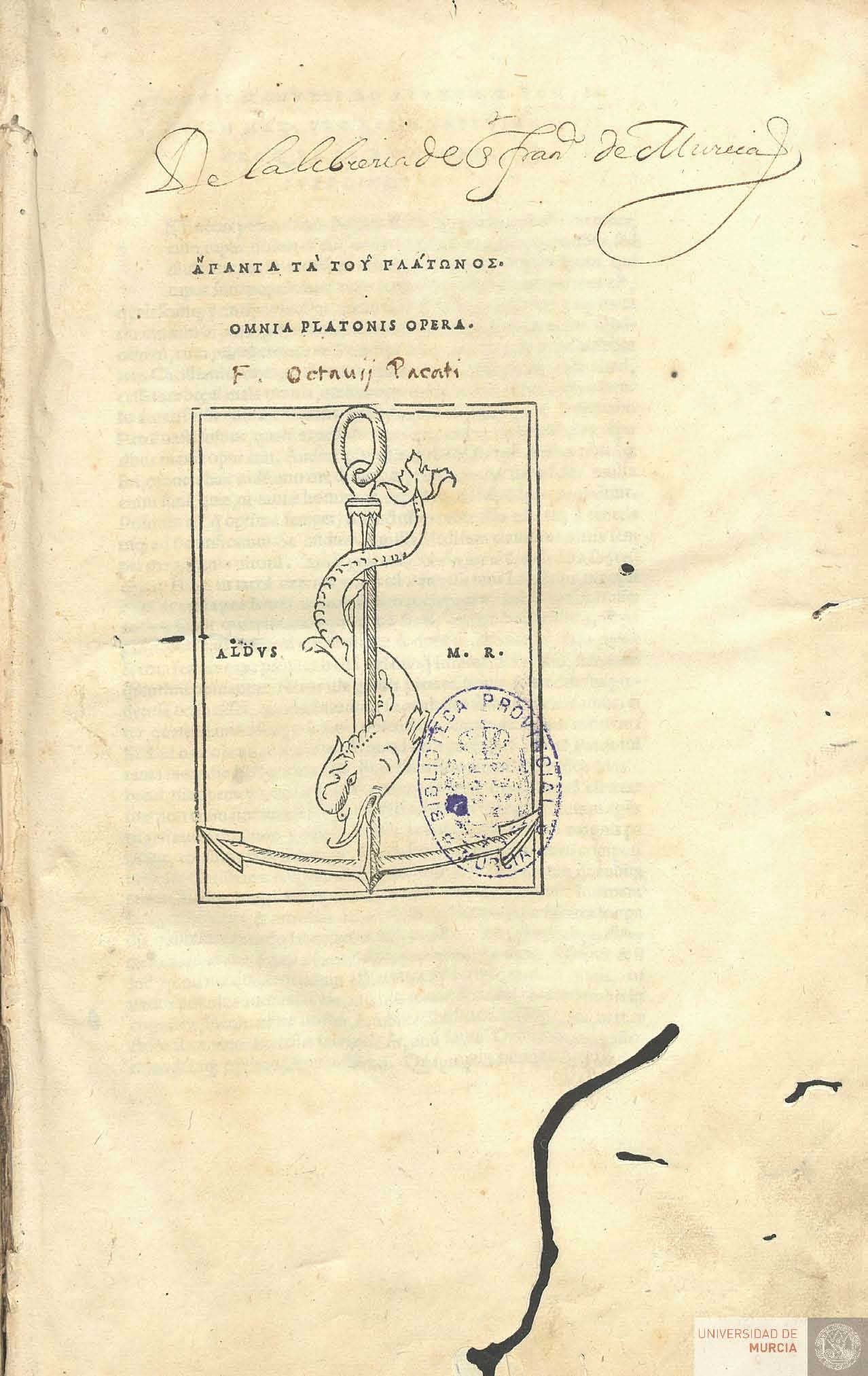
Editio princeps

Editio princeps (łac. „pierwsze wydanie”), pierwodruk – chronologicznie pierwsze wydanie tekstu jakiegoś dzieła drukiem. Przeważnie taka publikacja ukazuje się za życia autora, przy jego współudziale oraz za jego zgodą, i zawiera tekst autentyczny. Podstawą pośmiertnej pierwszej publikacji tekstu jest autograf danego dzieła. Określenie łacińskie zostało wprowadzone przez wydawców renesansowych w odniesieniu do najwcześniejszych wydań greckich i łacińskich autorów starożytności klasycznej; dziś stosuje się je odnośnie publikacji XVI-wiecznych.